# Almenland

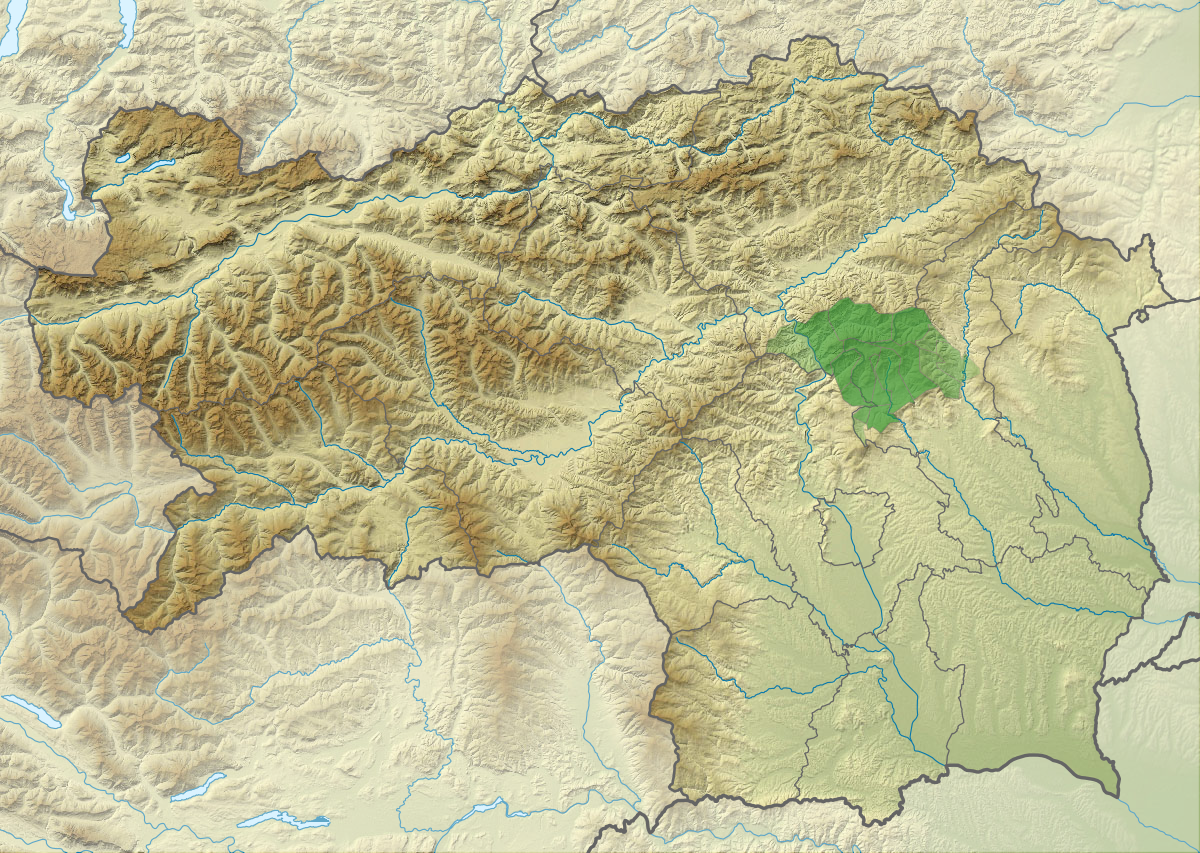
Almenland (grün; dunkel: Kleinregion, heller: weitere Verbandsgemeinden; Gemeindegebiete westlich der Mur und östlich der Feistritz weiter aufgehellt)

Das Almenland ist eine Region im Grazer Bergland und den Fischbacher Alpen im Umfeld der Teichalm bzw. Sommeralm, als Zusammenschluss von sechs steirischen Gemeinden und drei Ortsteilen (Stand 2015) zu einer Gemeinschaft, die vor allem touristischen Zwecken dient, wie auch eine Leaderregion des Landes Steiermark darstellt.

## Geographie

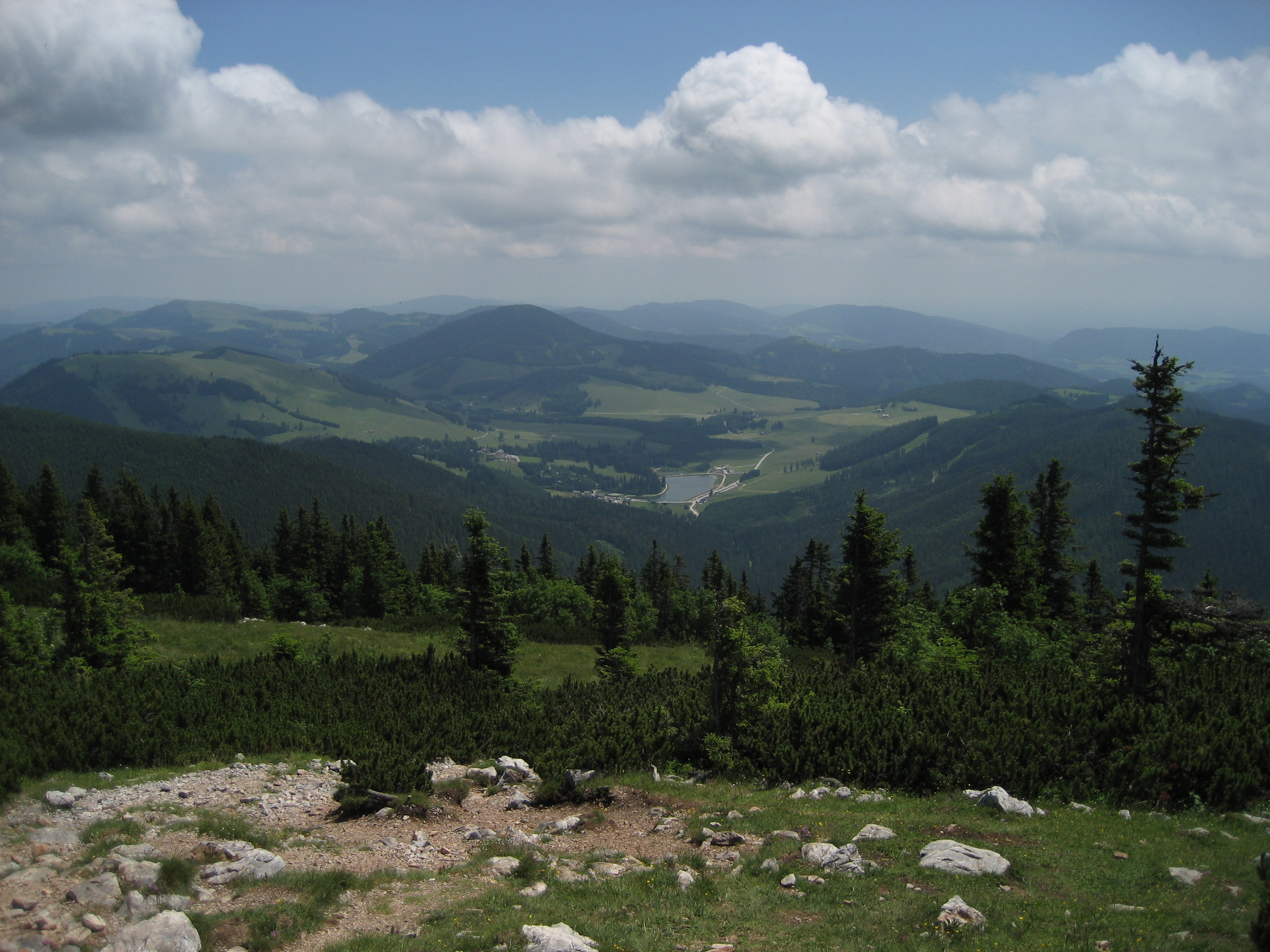
Teichalm, vom Gipfel des Hochlantsch gesehen

Die beiden Almen Teichalm und Sommeralm bestehen ihrerseits aus 125 Einzelalmen mit einer Größe von 3.663 ha. Die Almen zählen zu den größten zusammenhängenden Almgebieten Europas und liegen auf einer Höhe zwischen 1.200 und 1.500 Meter.
| (Bez. Bruck-Mürzzuschlag) Bruck an der Mur (KR) | Mariazellerland–Mürztal (LAG) Innovationsraum unteres Mürztal (KR) | Kraftspende- dörfer Joglland (LAG) Fischbacher Alpen (KR) Birkfeld (KR)               |
| GU-Nord (KR) (Bez. Graz-Umg.)                   | Kompassrose, die auf Nachbargemeinden zeigt                        | Joglland NP Pöllauer Tal (AG21) (Bez. Hartb.-FF.) Anger (KR) Oststeir. Kernland (LAG) |
| Kumberg (KR) Hügelland–Schöcklland (LAG) ∗      |                                                                    | Weiz (KR) Energieregion Weiz–Gleisdorf (LAG)                                          |

### Gemeinden (Stand 2018)
Die Mitglieder im Almenland sind (NP … Naturparkgemeinde): 
| Gemeindewappen bzw. Ortsteil | Gemeinde                       | Bezirk (2015)      | Kleinregion         | NP | Fläche in km² (2015) | Einwohner |
| ---------------------------- | ------------------------------ | ------------------ | ------------------- | -- | -------------------- | --------- |
|                              | Breitenau am Hochlantsch       | Bruck-Mürzzuschlag | Bruck an der Mur    | *  | 62,4                 | 1.577     |
|                              | Fladnitz an der Teichalm       | Weiz               | Naturpark Almenland | *  | 66,4                 | 1.797     |
|                              | Gasen                          | Weiz               | Naturpark Almenland | *  | 33,9                 | 854       |
|                              | Passail                        | Weiz               | Naturpark Almenland | *  | 73,6                 | 4.379     |
|                              | Pernegg an der Mur             | Bruck-Mürzzuschlag | Bruck an der Mur    | *  | ∗86,1                | 2.586     |
|                              | Sankt Kathrein am Offenegg     | Weiz               | Naturpark Almenland | *  | 40,3                 | 1.063     |
|                              |                                |                    |                     |    |                      |           |
| Haslau bei Birkfeld          | Ortsteil der Gemeinde Birkfeld | Weiz               | Birkfeld            | *  | 14,0                 | 395       |
| Koglhof                      | Ortsteil der Gemeinde Birkfeld | Weiz               | Birkfeld            | *  | ∗30,3                | 1020      |
| Heilbrunn-Brandlucken        | Ortsteil der Gemeinde Anger    | Weiz               | Anger               | *  | 27,6                 | ?         |

Einwohner Stand: Gemeinden 1. Jänner 2024, Ortsteile 1. Jänner 2024
∗ Teile von Pernegg (westlich der Mur) und Koglhof (östlich der Feistritz: Joglland) gehören nicht zum Almenland im geographischen Sinne. Der Süden von Neudorf gehört zum Schöcklland. Fläche in diesem engeren Sinne etwa 400 km²

## Geschichte und Organisation
Das Almenland wurde im Jahr 1995 von ursprünglich zwölf Gemeinden als eine Region der LEADER-Initiative mit dem Ziel gegründet, gemeinsam Projekte umzusetzen, um die Wirtschaft, den Tourismus und die Landwirtschaft in der Region zu stärken. Eine Lokale Leader-Aktionsgruppe (LAG) wurde gegründet, die die Koordination und die Umsetzung der Projekte leitete. In der ersten Förderperiode vom EU-Projekt LEADER II wurden 40 Projekte umgesetzt, u. a. Almenland-Bauernspezialitäten und Almenlandwirte. In der nächsten Förderperiode LEADER+ (2001–2006) wurden das Leitprojekt Almo initiiert, die gezielte Zucht von Rindern für die Fleischherstellung. Diese wurden auch 2006 zur Genussregion erklärt und sind heute eine geschützte Marke (Almenland Almochse).
Im Oktober 2005 wurde dann von neun der Gemeinden eine AGENDA-21-Kleinregion begründet, zur Umsetzung der UN-Nachhaltigkeitsinitiative Lokale Agenda 21. Diese wurde bisher (Stand 2014) in acht Gemeinden (Koglhof, Gasen, Tyrnau, Tulwitz, Hohenau, Fladnitz, Naintsch/Heilbrunn, St. Kathrein/Offenegg) umgesetzt.
Die Gemeinde Pernegg trat der Region 2006 bei.
Am 12. August 2006 wurde der Naturpark Almenland, dem alle 13 Mitgliedsgemeinden (Stand 2014) der LEADER-Region angehören, von der steirischen Landesregierung zum Naturpark nach § 8 des Steiermärkischen Naturschutzgesetzes erhoben.
19. Oktober 2007 wurde dann auch eine Kleinregion Naturpark Almenland im Sinne des steirischen Regionext-Programms zur Verwaltungsstrukturreform begründet.
Endgültig konstituiert wurde der Verband am 6. Juni 2011.
Zwei Gemeinden (Breitenau, Pernegg, beide Bezirk Bruck) schlossen sich aber Bruck, zwei (Haslau, Koglhof) Birkfeld und eine (Naintsch) Anger an. Dafür kam Neudorf, das nicht im Tourismusverband ist, zur Kleinregion. Diese Gemeinde ist auch in der Nachbarregion Schöcklland engagiert.
Im Jahr 2014 fusioniert die Region mit der LEADER Region Energieregion Weiz-Gleisdorf zur A&EG.
Im Rahmen der steiermärkischen Gemeindestrukturreform änderte sich ab 2015 die Anzahl der Mitgliedsgemeinden auf sechs Gemeinden und drei Ortsteile, diese sind:
- Gemeinden
  - Fladnitz an der Teichalm
  - Passail
  - St. Kathrein am Offenegg
  - Breitenau am Hochlantsch
  - Gasen
  - Pernegg an der Mur
- Ortsteile
  - Heilbrunn-Brandlucken
  - Koglhof
  - Haslau bei Birkfeld

## Landwirtschaft
Innerhalb der Region arbeitet auch die Landwirtschaft eng zusammen. So wurde ein eigenes Rindfleischprogramm aufgelegt, das unter der Marke Almochsenfleisch oder ALMO über Fachbetriebe vertreibt. Lieferanten unter der Marke sind etwa 320 Landwirte. Einer der größten Abnehmer ist die Firma Schirnhofer in Kaindorf bei Hartberg.